# Хромоген
Хромоген (англ. chromogen) — речовини, що містять (відповідно до теорії кольоровості Отто Вітта) хромофори, тобто групи атомів, відповідальних за забарвлення сполук. Хромоген міститься в клітинах організму людини, тварин і рослин, набуває забарвлення при окисленні і є відновленою формою дихальних пігментів. Відіграє важливу роль у процесах дихання рослин.
Російський ботанік та біохімік Володимир Палладін у своїй теорії дихання рослин запропонував називати «дихальними хромогенами» ті речовини, які оборотно окислюються в дихальні пігменти. У сучасній ботаніці та біологічній літературі термін хромогени не вживається, однак вживається у хімічній як молекулярна частинка з хромофором, яка не має кольору, поки хромофор не зазнає хімічних змін.